# La Rivière Salée

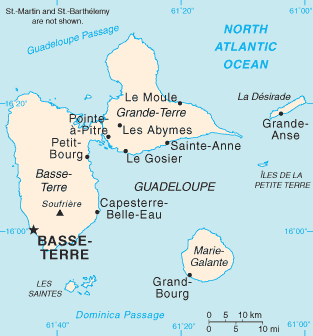
Lägeskarta över La Rivière Salée vid Pointe-à-Pitre mellan Île de Basse-Terre och Île de Grande-Terre

La Rivière Salée (Salta floden) är ett havsinlopp som ligger i det franska utomeuropeiska departementet Guadeloupe.

## Geografi
La Rivière Salée skiljer tvillingöarna Île de Basse-Terre och Île de Grande-Terre åt. Viken löper från havsviken Petit-Cul-de-Sac Marin vid Pointe-à-Pitre i områdets södra del rakt norrut och slutar vid havsviken Le Grand-Cul-de-Sac Marin vid områdets nordvästra del.
Havsviken är cirka 6 km lång och 30 till 100 meter bred. Det genomsnittliga vattendjupet ligger på cirka 5 meter. Området kantas av mangroveträsk.
La Rivière Salée korsas av två broar – dels "Pont de la Gabarre" (16°15′13″N 61°32′55″V / 16.25361°N 61.54861°V) nära Pointe-à-Pitres stadsdel Lauricisque och dels "Pont de l' Alliance" (16°16′17″N 61°32′53″V / 16.27139°N 61.54806°V) vid flygplatsen Aérodrome de Pointe-à-Pitre Le Raizet.

## Historia
1765 började man trafikera vattendraget med en pråm. Den repdrivna pråmen klarade 8 hästar och 15 personer under en och samma tur.
1806 påbörjade man byggandet av det första bron Pont de l'Union. Bron var inte särskilt stabil och drabbades av en rad olyckor tills den 1881 stängdes.
I början av 1900-talet påbörjades en ny bro i stål, Pont de la Gabarre, under ledning av ingenjören Louis Douldat.
Under 1950-talet breddades den enfiliga bron till sammanlagt sex körfält, och 1998 påbörjades byggandet av den andra bron, Pont de l'Alliance.